# Мусото д’Алба
Мусото д’Алба је насеље у Италији у округу Кунео, региону Пијемонт.
Према процени из 2011. у насељу је живело 2640 становника. Насеље се налази на надморској висини од 165 м.